# 柳川重政
柳川 重政（やながわ しげまさ、生没年不詳）とは、江戸時代の浮世絵師。

## 来歴
柳川重信の門人。本姓は鈴木、名は左源二。重信の娘婿。天保4年（1833年）ごろ根岸に住むという。作画期は天保から安政の頃にかけてとされる。